# Tour della nazionale maschile di rugby a 15 della Nuova Zelanda 1957
Nel 1957, la nazionale neozelandese di "rugby a 15" si reca in Australia per un tour dagli incredibili risultati: 13 successi in 13 partite (due test match) senza incontrare ostacoli nella corsa e mantenendo il possesso della Bledisloe Cup

## Risultati
| Sydney 18 maggio 1957 | New Sotuh Wales | 3 – 19 | Nuova Zelanda XV | (Sports Ground) |

| Warren 22 maggio 1957 | Western NSW | 6 – 33 | Nuova Zelanda XV | Warren Ground |

| Arbitro: | Arthur Tierney |

|                                         |           |                                                                           |
| mete: Cross trasf.: Tooth c.p.: Tooth 2 | Marcatori | mete: Hemi, MacEwan McMullen, Walsh trasf.: DB Clarke 2 c.p.: DB Clarke 3 |

| Brisbane 28 maggio 1957 | Queensland | 0 – 30 | Nuova Zelanda XV | Exhibition Ground |

| Arbitro: | Noel Haydon |

|                            |           |                                                                                            |
| mete: Morton c.p.: Tooth 2 | Marcatori | mete: Brown, Dixon McMullen, Meads trasf.: DB Clarke 2 Drop: Drown goal su mark: DB Clarke |

| Gunnedah 5 giugno 1957 | New England | 14 – 38 | Nuova Zelanda XV | Kitchener Oval |

| Newcastle (Australia) 8 giugno 1957 | Newcastle | 9 – 20 | Nuova Zelanda XV | (Sports Ground) |

| Grenfell 12 giugno 1957 | South-West Zone | 0 – 86 | Nuova Zelanda XV | Lawson Park |

| Canberra 15 giugno 1957 | A.C.T. | 8 – 40 | Nuova Zelanda XV | (Manuka Oval) |

| Sydney 17 giugno 1957 | Australian Barbarians | 6 – 23 | Nuova Zelanda XV | North Sydney Oval |

| Wagga Wagga 19 giugno 1957 | Riverina | 11 – 48 | Nuova Zelanda XV | (Cricket Ground) |

| Melbourne 22 giugno 1957 | Victoria | 3 – 28 | Nuova Zelanda XV | Olympic Park |

| Adelaide 26 giugno 1957 | South Australia | 3 – 51 | Nuova Zelanda XV | Norwood Oval |

## Match finale
Come da tradizione si disputa un match al rientro contro una squadra neozelandese 
| Christchurch 29 giugno 1957 | Nuova Zelanda XV | 9 – 11 | Canterbury | Lancaster Park |